# 貴州寬闊水國家級自然保護區
貴州寬闊水國家級自然保護區屬於森林和野生動物類型自然保護區。位於中國貴州省綏陽縣北部。地理座標爲東經107°02′23〞-107°14′09〞，北緯28°06′25″-28°19′25″。東西宽約19km，南北長約20km。保護區總面積爲262.31平方公里，劃爲：核心區（面積90.85平方公里），緩衝區（面積61.86平方公里），實驗區（面積109.60平方公里）。

## 自然環境
保護區位於大婁山東部斜坡地帶，地勢中高周低，海拔在650~1762米之間。喀斯特地貌廣佈，流水切割作用強烈。保護區內是烏江一級支流芙蓉江的發源地，地表水文密度大。
保護區屬於中亞熱帶季風性溼潤氣候，但因面積大多處於海拔較高的山地，因此常年氣溫較低，雲霧多，日照少，具有低緯度山地溼潤氣候的特點。年平均降水量1300mm~1350mm之間。
區內森林覆蓋率77.07%，有亞熱帶常綠闊葉林和常綠闊葉落葉混交林兩個垂直地帶，生長着中國現存最完整的亮葉水青岡林。

## 保護對象
主要保護對象爲原生性亮葉水青岡林爲主體的典型亞熱帶山地常綠落葉闊葉混交林，黑葉猴種羣（世界第二大）、紅腹錦雞種羣（世界最大）。此外的保護動物還有豹、雲豹、林麝、中華穿山甲、中國大鯢、白冠長尾雉、鴛鴦等；保護植物還有珙桐、紅豆杉、南方紅豆杉、黃杉等。區內鳥類資源豐富，有14個國家保護種，因此被國際鳥盟列爲重點鳥區。

## 歷史沿革
- 1989年，建立縣級保護區(绥府[1989]24号)。
- 2001年，升格爲省級自然保護區(省编办发[2001]205号)。
- 2007年，國務院批准建立國家級自然保護區[3](国办发[2007]20号)。